# ويليام س. بانكس
ويليام س. بانكس (بالإنجليزية: William C. Banks)‏ هو أكاديمي أمريكي، ولد في 30 ديسمبر 1948.